# Héber (labdarúgó)
Héber (Colorado do Oeste, 1991. augusztus 10. –) brazil labdarúgó, az amerikai Seattle Sounders csatárja.

## Pályafutása
Héber a brazíliai Colorado do Oeste községben született. Az ifjúsági pályafutását a Figueirense akadémiájánál kezdte.
2010-ben mutatkozott be a Figuirense felnőtt keretében. 2011-ben a Coimbra szerződtette. 2011 és 2016 között a brazil Figuirense, CRAC, Avaí és Paysandu, illetve az örmény Alashkert csapatát erősítette kölcsönben. 2016 augusztusában a horvát első osztályban szereplő Slaven Belupohoz igazolt. 2017-ben a Rijekához csatlakozott. 2019. március 21-én szerződést kötött az észak-amerikai első osztályban érdekelt New York City együttesével. Először a 2019. április 6-ai, Montréal ellen 0–0-ás döntetlennel zárult mérkőzés 63. percében, Jesús Medina cseréjeként lépett pályára. Első gólját 2019. április 21-én, a DC United ellen idegenben 2–0-ra megnyert találkozón szerezte meg. 2022. december 29-én a Seattle Soundershez írt alá.

## Statisztikák
2023. március 5. szerint
| Klub             | Szezon   | Osztály  | Bajnokság | Bajnokság | Kupa  | Kupa | Nemzetközi | Nemzetközi | Összesen | Összesen |
| Klub             | Szezon   | Osztály  | Meccs     | Gól       | Meccs | Gól  | Meccs      | Gól        | Meccs    | Gól      |
| ---------------- | -------- | -------- | --------- | --------- | ----- | ---- | ---------- | ---------- | -------- | -------- |
| Slaven Belupo    | 2016–17  | 1. HNL   | 30        | 10        | 1     | 0    | —          | —          | 31       | 10       |
| Rijeka           | 2017–18  | 1. HNL   | 23        | 16        | 1     | 0    | 9          | 1          | 33       | 17       |
| Rijeka           | 2018–19  | 1. HNL   | 15        | 9         | 1     | 1    | 2          | 0          | 18       | 10       |
| Rijeka           | Összesen | Összesen | 38        | 25        | 2     | 1    | 11         | 1          | 51       | 27       |
| New York City    | 2019     | MLS      | 23        | 15        | 3     | 0    | —          | —          | 26       | 15       |
| New York City    | 2020     | MLS      | 14        | 1         | 0     | 0    | 2          | 3          | 16       | 4        |
| New York City    | 2021     | MLS      | 8         | 0         | 0     | 0    | —          | —          | 8        | 0        |
| New York City    | 2022     | MLS      | 32        | 10        | 2     | 1    | 6          | 0          | 40       | 11       |
| New York City    | Összesen | Összesen | 77        | 26        | 5     | 1    | 8          | 3          | 90       | 30       |
| Seattle Sounders | 2023     | MLS      | 2         | 2         | 0     | 0    | —          | —          | 2        | 2        |
| Összesen         | Összesen | Összesen | 147       | 63        | 8     | 2    | 19         | 4          | 174      | 69       |

## Sikerei, díjai
New York City
- MLS
  - Bajnok (1): 2021

- Campeones Cup
  - Győztes (1): 2022